# Gelis tibiator
Gelis tibiator är en stekelart som beskrevs av Schwarz 2002. Gelis tibiator ingår i släktet Gelis och familjen brokparasitsteklar. Inga underarter finns listade i Catalogue of Life.